# Kisbárapáti
Kisbárapáti – wieś w powiecie Tab w komitacie Somogy na Węgrzech.